# Q.E.D
『Q.E.D』は、日本のロックバンドであるBLUE ENCOUNTの4枚目のオリジナル・アルバム。2020年11月18日にKi/oon Musicから発売された。

## 概要
2年8ヶ月ぶりのフルアルバム。CDのみの通常盤、DVD+グッズ付の完全生産限定盤、Blu-ray付初回生産限定盤の3形態にて発売された。

## CD収録曲
| 全作詞・作曲: 田邉駿一。 | |          |            |      |
| #                        | タイトル                                                                                            | 作詞     | 作曲・編曲 | 時間 |
| 1.                       | 「STAY HOPE」                                                                                       | 田邉駿一 | 田邉駿一   | 2:02 |
| 2.                       | 「バッドパラドックス」(日本テレビ系 土曜ドラマ『ボイス 110緊急指令室』主題歌)                       | 田邉駿一 | 田邉駿一   | 4:20 |
| 3.                       | 「ポラリス」(読売テレビ・日本テレビ系アニメ『僕のヒーローアカデミア』第4期オープニングテーマ)       | 田邉駿一 | 田邉駿一   | 3:44 |
| 4.                       | 「FREEDOM」(フジテレビ系アニメ『BANANA FISH』オープニングテーマ)                                    | 田邉駿一 | 田邉駿一   | 4:01 |
| 5.                       | 「棘」                                                                                              | 田邉駿一 | 田邉駿一   | 3:55 |
| 6.                       | 「VOLCANO DANCE」                                                                                   | 田邉駿一 | 田邉駿一   | 3:52 |
| 7.                       | 「HAPPY ENDING STORY」                                                                              | 田邉駿一 | 田邉駿一   | 2:54 |
| 8.                       | 「あなたへ」(SCHOOL OF LOCK! 親子のキズナプロジェクト supported by 親子のワイモバ学割 タイアップ曲) | 田邉駿一 | 田邉駿一   | 6:15 |
| 9.                       | 「ユメミグサ」(映画『青くて痛くて脆い』主題歌)                                                      | 田邉駿一 | 田邉駿一   | 5:00 |
| 10.                      | 「ハミングバード」(テレビ東京系アニメ『あひるの空』オープニングテーマ)                              | 田邉駿一 | 田邉駿一   | 4:20 |
| 11.                      | 「喝采」                                                                                            | 田邉駿一 | 田邉駿一   | 5:00 |
| 合計時間:                | 合計時間:                                                                                           | 45:23    |            |      |

## DVD/Blu-ray
MUSIC VIDEO(1-8) LIVE HISTORY(9-17) BONUS TRACK (18)
1. LAST HERO
2. さよなら
3. VS
4. FREEDOM
5. バッドパラドックス
6. ポラリス
7. ハミングバード
8. ユメミグサ
9. HANDS（TOUR2014 DESTINATION IS "PLACE" 2014.07.05 at SHIBUYA CLUB QUATTRO）
10. MEMENTO（TOUR2014 ROOKIE'S HIGH FINAL 2014.12.13 at SHIBUYA O-EAST）
11. HALO（TOUR2014 ROOKIE'S HIGH ENCORE SHOW 2015.01.28 at EBISU LIQUIDROOM）
12. DAY☓DAY（TOUR2015 GRAB THE LIGHT 2015.06.12 at Zepp DiverCity(Tokyo)）
13. はじまり（TOUR2015-2016「≒U」FINAL 2016.01.17 at Zepp Tokyo）
14. だいじょうぶ（LIVER’S BUDOKAN 2016.10.09 at Nipponbudokan）
15. Survivor（TOUR2017 break“THE END” 2017.03.20 at Makuhari Messe）
16. もっと光を（HALL TOUR 2019 apartment of SICK(S) 2019.06.21 at Nakano Sunplaza Hall）
17. ANSWER（「STAY HOPE」2020.07.10 at SHIBUYA O-WEST）
18. Road to Yokohama Arena